# Super Rugby (2015)

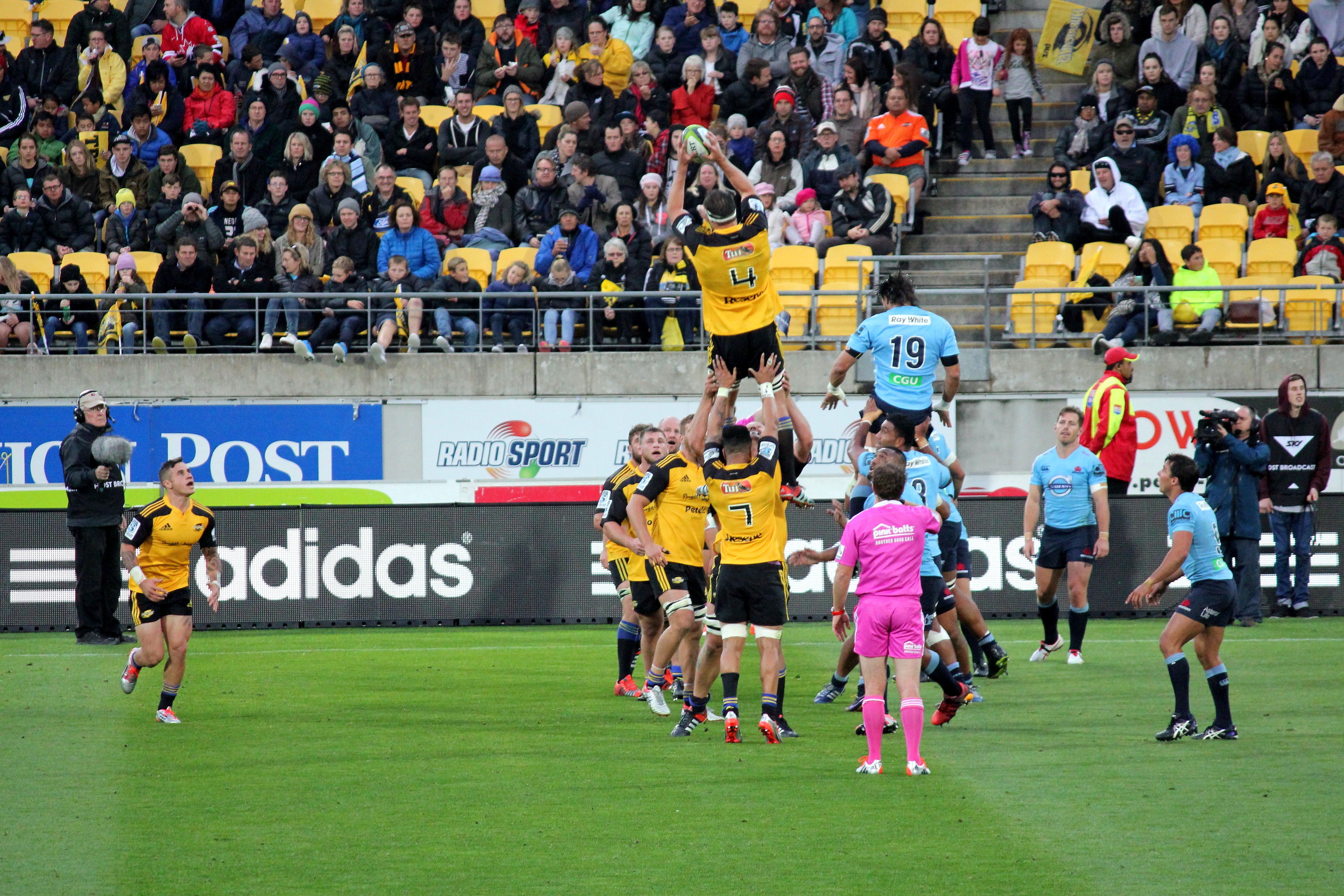
Spotkanie pomiędzy Hurricanes i Waratahs

Super Rugby 2015 – 20. sezon rozgrywek Super Rugby, a zarazem piąty i ostatni w formacie z 15 drużynami. Spotkania fazy grupowej rozgrywano w każdy weekend od 13 lutego do 13 czerwca, zaś wielki finał zaplanowano na 4 lipca. Zawody zakończyły się końcowym zwycięstwem nowozelandzkiego zespołu Highlanders, którzy pokonali w finale Hurricanes. Dla „Górali” był to pierwszy tytuł mistrzowski w historii rozgrywek.

## Format rozgrywek
W ciągu 21 kolejek (w tym 18 grupowych) rozegrano łącznie 125 spotkań. 15 drużyn podzielono na trzy pięciozespołowe konferencje: australijską, nowozelandzką i południowoafrykańską. W trakcie sezonu zasadniczego rozgrywano dwa rodzaje spotkań:
- wewnątrz własnej konferencji – systemem każdy z każdym, mecz i rewanż; w sumie osiem spotkań,
- poza nią – grano z czterema spośród pięciu drużyn z każdej z pozostałych dwóch konferencji, dwa mecze u siebie i dwa mecze na wyjeździe z drużynami z każdej konferencji; w sumie osiem spotkań[1].

Trzy najlepsze drużyny w każdej z konferencji oraz dalsze trzy najlepsze w zbiorczej tabeli po zakończeniu sezonu zasadniczego awansowały do fazy pucharowej. Dwie drużyny, które wygrały rozgrywki w swojej konferencji (kolejność ustalano na podstawie łącznej tabeli) trafiły –  z pominięciem rundy kwalifikacyjnej – do półfinałów. Zwycięzca trzeciej konferencji był rozstawiony w fazie kwalifikacyjnej i na własnym obiekcie gościł drużynę sklasyfikowaną najniżej z całej szóstki, zaś zespół z czwartego miejsca podejmował zespół z miejsca piątego. W półfinałach wyżej rozstawiony zwycięzca konferencji rywalizował u siebie z niżej sklasyfikowanym zwycięzcą rundy eliminacyjnej, natomiast niżej rozstawiony zwycięzca konferencji mierzył się z tym zwycięzcą rundy kwalifikacyjnej, który rozstawiony był wyżej.

## Sezon zasadniczy
| Tabela zbiorcza |               |    |    |   |    |     |     |      |    |    |    |    |     |  |
| Poz | Zespół        | M  | W  | R | P  | p+  | p−  | p+/− | P+ | P− | BO | BD | Pkt |  |
| 1 | Hurricanes    | 16 | 14 | 0 | 2  | 458 | 288 | +170 | 58 | 31 | 9  | 1  | 66  |  |
| 2 | Waratahs      | 16 | 11 | 0 | 5  | 409 | 313 | +96  | 50 | 41 | 5  | 3  | 52  |  |
| 3 | Stormers      | 16 | 10 | 1 | 5  | 373 | 323 | +50  | 32 | 35 | 2  | 1  | 45  |  |
| 4 | Highlanders   | 16 | 11 | 0 | 5  | 450 | 333 | +117 | 54 | 40 | 6  | 3  | 53  |  |
| 5 | Chiefs        | 16 | 10 | 0 | 6  | 372 | 299 | +73  | 40 | 27 | 4  | 4  | 48  |  |
| 6 | Brumbies      | 16 | 9  | 0 | 7  | 369 | 261 | +108 | 45 | 21 | 6  | 5  | 47  |  |
| 7 | Crusaders     | 16 | 9  | 0 | 7  | 481 | 338 | +143 | 56 | 39 | 8  | 2  | 46  |  |
| 8 | Lions         | 16 | 9  | 1 | 6  | 342 | 364 | −22  | 33 | 41 | 2  | 2  | 42  |  |
| 9 | Bulls         | 16 | 7  | 0 | 9  | 397 | 388 | +9   | 37 | 39 | 4  | 6  | 38  |  |
| 10 | Rebels        | 16 | 7  | 0 | 9  | 319 | 354 | −35  | 35 | 42 | 3  | 5  | 36  |  |
| 11 | Sharks        | 16 | 7  | 0 | 9  | 338 | 401 | −63  | 37 | 43 | 3  | 3  | 34  |  |
| 12 | Cheetahs      | 16 | 5  | 0 | 11 | 357 | 531 | −174 | 44 | 65 | 4  | 2  | 26  |  |
| 13 | Reds          | 16 | 4  | 0 | 12 | 247 | 434 | −187 | 32 | 53 | 3  | 3  | 22  |  |
| 14 | Blues         | 16 | 3  | 0 | 13 | 282 | 428 | −146 | 29 | 50 | 2  | 6  | 20  |  |
| 15 | Western Force | 16 | 3  | 0 | 13 | 245 | 384 | −139 | 28 | 43 | 3  | 4  | 19  |  |
| |               |    |    |   |    |     |     |      |    |    |    |    |     |  |
| Konferencja Australijska |               |    |    |   |    |     |     |      |    |    |    |    |     |  |
| Poz | Zespół        | M  | W  | R | P  | p+  | p−  | p+/− | P+ | P− | BO | BD | Pkt |  |
| 1 | Waratahs      | 16 | 11 | 0 | 5  | 409 | 313 | +96  | 50 | 41 | 5  | 3  | 52  |  |
| 2 | Brumbies      | 16 | 9  | 0 | 7  | 369 | 261 | +108 | 45 | 21 | 6  | 5  | 47  |  |
| 3 | Rebels        | 16 | 7  | 0 | 9  | 319 | 354 | −35  | 35 | 42 | 3  | 5  | 36  |  |
| 4 | Reds          | 16 | 4  | 0 | 12 | 247 | 434 | −187 | 32 | 53 | 3  | 3  | 22  |  |
| 5 | Western Force | 16 | 3  | 0 | 13 | 245 | 384 | −139 | 28 | 43 | 3  | 4  | 19  |  |
| |               |    |    |   |    |     |     |      |    |    |    |    |     |  |
| Konferencja Nowozelandzka                                                                                                   |               |    |    |   |    |     |     |      |    |    |    |    |     |  |
| Poz | Zespół        | M  | W  | R | P  | p+  | p−  | p+/− | P+ | P− | BO | BD | Pkt |  |
| 1 | Hurricanes    | 16 | 14 | 0 | 2  | 458 | 288 | +170 | 58 | 31 | 9  | 1  | 66  |  |
| 2 | Highlanders   | 16 | 11 | 0 | 5  | 450 | 333 | +117 | 54 | 40 | 6  | 3  | 53  |  |
| 3 | Chiefs        | 16 | 10 | 0 | 6  | 372 | 299 | +73  | 40 | 27 | 4  | 4  | 48  |  |
| 4 | Crusaders     | 16 | 9  | 0 | 7  | 481 | 338 | +143 | 56 | 39 | 8  | 2  | 46  |  |
| 5 | Blues         | 16 | 3  | 0 | 13 | 282 | 428 | −146 | 29 | 50 | 2  | 6  | 20  |  |
| |               |    |    |   |    |     |     |      |    |    |    |    |     |  |
| Konferencja Południowoafrykańska                                                                                            |               |    |    |   |    |     |     |      |    |    |    |    |     |  |
| Poz | Zespół        | M  | W  | R | P  | p+  | p−  | p+/− | P+ | P− | BO | BD | Pkt |  |
| 1 | Stormers      | 16 | 10 | 1 | 5  | 373 | 323 | +50  | 32 | 35 | 2  | 1  | 45  |  |
| 2 | Lions         | 16 | 9  | 1 | 6  | 342 | 364 | −22  | 32 | 41 | 2  | 2  | 42  |  |
| 3 | Bulls         | 16 | 7  | 0 | 9  | 397 | 388 | +9   | 37 | 39 | 4  | 6  | 38  |  |
| 4 | Sharks        | 16 | 7  | 0 | 9  | 338 | 401 | −63  | 37 | 43 | 3  | 3  | 34  |  |
| 5 | Cheetahs      | 16 | 5  | 0 | 11 | 357 | 531 | −174 | 44 | 65 | 4  | 2  | 26  |  |
| |               |    |    |   |    |     |     |      |    |    |    |    |     |  |
| Klasyfikacja końcowa Brumbies, Chiefs, Highlanders, Hurricanes, Stormers i Waratahs zakwalifikowały się do fazy pucharowej. |               |    |    |   |    |     |     |      |    |    |    |    |     |  |

| Legenda i zasady klasyfikacji | Legenda i zasady klasyfikacji                              | Legenda i zasady klasyfikacji | Legenda i zasady klasyfikacji |
| --- | ---------------------------------------------------------- | ----------------------------- | --- |
| |                                                            |                               | |
| Legenda: |                                                            |                               | |
| | Liderzy konferencji awansują do fazy pucharowej.           |                               | M – mecze rozegrane, W – mecze wygrane, R – mecze zremisowane, P – mecze przegrane, p+ – „małe punkty” zdobyte, p− – „małe punkty” stracone, p+/− – różnica „małych punktów”, P+ – przyłożenia zdobyte, P− – przyłożenia stracone, BO – ofensywne punkty bonusowe, BD – defensywne punkty bonusowe, Pkt – „duże punkty” |
| | Zespoły z dzikimi kartami awansują do fazy pucharowej.     |                               | M – mecze rozegrane, W – mecze wygrane, R – mecze zremisowane, P – mecze przegrane, p+ – „małe punkty” zdobyte, p− – „małe punkty” stracone, p+/− – różnica „małych punktów”, P+ – przyłożenia zdobyte, P− – przyłożenia stracone, BO – ofensywne punkty bonusowe, BD – defensywne punkty bonusowe, Pkt – „duże punkty” |
| | Zespoły, które zakończyły rozgrywki po sezonie zasadniczym |                               | M – mecze rozegrane, W – mecze wygrane, R – mecze zremisowane, P – mecze przegrane, p+ – „małe punkty” zdobyte, p− – „małe punkty” stracone, p+/− – różnica „małych punktów”, P+ – przyłożenia zdobyte, P− – przyłożenia stracone, BO – ofensywne punkty bonusowe, BD – defensywne punkty bonusowe, Pkt – „duże punkty” |
| |                                                            |                               | |
| Zasady rozgrywek: |                                                            |                               | |
| Kwalifikacja: Sześć najlepszych drużyn awansuje do fazy pucharowej, zaś ich pozycja w końcowej tabeli odpowiada za rozstawienie w fazie pucharowej. Zespół z miejsca trzeciego (a więc najniżej sklasyfikowany zwycięzca konferencji) w pierwszej rundzie play-off gości drużynę, która zajęła szóste miejsce. Zaś zespół z miejsca czwartego – piątą drużynę. Dwie najlepsze ekipy (zwycięzcy konferencji z dwóch czołowych w łącznej tabeli) awansują bezpośrednio do półfinałów – zwycięzca sezonu zasadniczego podejmuje niżej sklasyfikowanego zwycięzcę rundy kwalifikacyjnej, podczas gdy Zespół z miejsca numer dwa na swoim stadionie mierzy się z wyżej sklasyfikowanym spośród wygranych. Zwycięzcy rundy półfinałowej awansują do finału, który rozgrywany jest na obiekcie drużyny wyżej sklasyfikowanej. Punktowanie: * 4 punkty za zwycięstwo * 2 punkty za remis * 1 punkt za porażkę 7 lub mniejszą liczbą punktów (bonus defensywny) * 1 punkt za zdobycie w meczu czterech lub więcej przyłożeń (bonus ofensywny) Klasyfikacja: Pozycje zespołów ustala się według następujących reguł: * Zwycięzcy konferencji (najlepsze drużyny z każdej konferencji zajmują trzy czołowe miejsca w łącznej tabeli niezależnie od sumy punktów) * „Duże punkty” * Liczba meczów wygranych * Różnica „małych punktów” * Liczba zdobytych przyłożeń * Różnica przyłożeń |                                                            |                               | |

## Faza pucharowa
|  |                      |                      |                      |                |                |                 |                 |           |                |                |       |       |       |
|  | Runda kwalifikacyjna | Runda kwalifikacyjna | Runda kwalifikacyjna |                |                | Półfinały       | Półfinały       | Półfinały |                |                | Finał | Finał | Finał |
|  | Runda kwalifikacyjna | Runda kwalifikacyjna | Runda kwalifikacyjna |                |                | Półfinały       | Półfinały       | Półfinały |                |                | Finał | Finał | Finał |
|  |                      |                      |                      |                |                |                 |                 |           |                |                |       |       |       |
|  |                      |                      |                      |                |                |                 |                 |           |                |                |       |       |       |
|  |                      |                      |                      | (1) Hurricanes | (1) Hurricanes | 29              |                 |           |                |                |       |       |       |
|  |                      |                      |                      | (1) Hurricanes | (1) Hurricanes | 29              |                 |           |                |                |       |       |       |
|  | (3) Stormers         | (3) Stormers         | 19                   |                |                | (6) Brumbies    | (6) Brumbies    | 9         |                |                |       |       |       |
|  | (3) Stormers         | (3) Stormers         | 19                   |                |                | (6) Brumbies    | (6) Brumbies    | 9         |                |                |       |       |       |
|  | (6) Brumbies         | (6) Brumbies         | 39                   |                |                |                 |                 |           | (1) Hurricanes | (1) Hurricanes | 14    |       |       |
|  | (6) Brumbies         | (6) Brumbies         | 39                   |                |                |                 |                 |           | (1) Hurricanes | (1) Hurricanes | 14    |       |       |
|  |                      |                      |                      |                |                | (4) Highlanders | (4) Highlanders | 21        |                |                |       |       |       |
|  |                      |                      |                      |                |                | (4) Highlanders | (4) Highlanders | 21        |                |                |       |       |       |
|  |                      |                      |                      | (2) Waratahs   | (2) Waratahs   | 17              |                 |           |                |                |       |       |       |
|  |                      |                      |                      | (2) Waratahs   | (2) Waratahs   | 17              |                 |           |                |                |       |       |       |
|  | (4) Highlanders      | (4) Highlanders      | 24                   |                |                | (4) Highlanders | (4) Highlanders | 35        |                |                |       |       |       |
|  | (4) Highlanders      | (4) Highlanders      | 24                   |                |                | (4) Highlanders | (4) Highlanders | 35        |                |                |       |       |       |
|  | (5) Chiefs           | (5) Chiefs           | 14                   |                |                |                 |                 |           |                |                |       |       |       |
|  | (5) Chiefs           | (5) Chiefs           | 14                   |                |                |                 |                 |           |                |                |       |       |       |

### Runda kwalifikacyjna
| 20 czerwca 201519:35 NZT (UTC+12) | Highlanders                        | 24:14(8:9) | Chiefs                          | Forsyth Barr Stadium, Dunedin Sędzia: Chris Pollock |
| 20 czerwca 201519:35 NZT (UTC+12) | Sopoaga 14 (pd 4K), Naholo 10 (2P) | 24:14(8:9) | Horrell 9 (3K), Retallick 5 (P) | Forsyth Barr Stadium, Dunedin Sędzia: Chris Pollock |

| 20 czerwca 201517:05 SAST (UTC+2) | Stormers                           | 19:39(6:24) | Brumbies                                                                 | Newlands Stadium, Kapsztad Sędzia: Jaco Peyper |
| 20 czerwca 201517:05 SAST (UTC+2) | Catrakilis 14 (pd 4K), Kolbe 5 (P) | 19:39(6:24) | Tomane 15 (3P), Lealiʻifano 9 (3pd K), Mogg 5 (P), Sio 5 (P), Vaea 5 (P) | Newlands Stadium, Kapsztad Sędzia: Jaco Peyper |
| 20 czerwca 201517:05 SAST (UTC+2) | Fardy · Speight                    | 19:39(6:24) |                                                                          | Newlands Stadium, Kapsztad Sędzia: Jaco Peyper |

### Półfinały
| 27 czerwca 201519:35 NZT (UTC+12) | Hurricanes                                                                                        | 29:9(12:3) | Brumbies                       | Westpac Stadium, Wellington Sędzia: Glen Jackson |
| 27 czerwca 201519:35 NZT (UTC+12) | Marshall 7 (2pd K), Perenara 5 (P), Proctor 5 (P), A. Savea 5 (P), J. Savea 5 (P), Barrett 2 (pd) | 29:9(12:3) | Lealiʻifano 6 (2K), Mogg 3 (K) | Westpac Stadium, Wellington Sędzia: Glen Jackson |

| 27 czerwca 201519:55 AET (UTC+10) | Waratahs                   | 17:35(14:15) | Highlanders                                                                                             | Sydney Football Stadium, Sydney Sędzia: Craig Joubert |
| 27 czerwca 201519:55 AET (UTC+10) | Foley 12 (4K), Horne 5 (P) | 17:35(14:15) | Sopoaga 10 (2pd dg K), Buckman 5 (P), Naholo 5 (P), Osborne 5 (P), A. Smith 5 (P), karne przyłożenie: 5 | Sydney Football Stadium, Sydney Sędzia: Craig Joubert |
| 27 czerwca 201519:55 AET (UTC+10) | Potgieter                  | 17:35(14:15) | | Sydney Football Stadium, Sydney Sędzia: Craig Joubert |

### Finał
| 4 lipca 201519:35 NZT (UTC+12) | Hurricanes                 | 14:21(5:13) | Highlanders                                               | Westpack Stadium, Wellington Sędzia: Jaco Peyper |
| 4 lipca 201519:35 NZT (UTC+12) | Barrett 9 (3K), Nonu 5 (P) | 14:21(5:13) | Dixon 5 (P), Naholo 5 (P), Sopoaga 5 (pd K), Banks 3 (dg) | Westpack Stadium, Wellington Sędzia: Jaco Peyper |

## Statystyki

### Najlepiej punktujący
| Lp. | Zawodnik              | Zespół      | P | pd | K  | dg | Pkt |
| --- | --------------------- | ----------- | - | -- | -- | -- | --- |
| 1   | Lima Sopoaga          | Highlanders | 2 | 38 | 31 | 4  | 191 |
| 2   | Bernard Foley         | Waratahs    | 5 | 33 | 32 | 0  | 187 |
| 3   | Demetri Catrakilis    | Stormers    | 0 | 19 | 43 | 1  | 170 |
| 3   | Christian Lealiʻifano | Brumbies    | 4 | 33 | 28 | 0  | 170 |
| 5   | Handré Pollard        | Bulls       | 2 | 17 | 40 | 1  | 167 |
| 6   | Elton Jantjies        | Lions       | 0 | 25 | 34 | 0  | 152 |
| 7   | Daniel Carter         | Crusaders   | 3 | 23 | 22 | 0  | 127 |
| 8   | Mike Harris           | Rebels      | 1 | 20 | 26 | 0  | 123 |
| 9   | Beauden Barrett       | Hurricanes  | 3 | 17 | 24 | 0  | 121 |
| 10  | Ihaia West            | Blues       | 1 | 15 | 23 | 0  | 104 |
| 11  | Colin Slade           | Crusaders   | 3 | 20 | 15 | 0  | 100 |
| 12  | Aaron Cruden          | Chiefs      | 1 | 14 | 20 | 0  | 93  |
| 12  | Patrick Lambie        | Sharks      | 2 | 10 | 21 | 0  | 93  |
| 14  | Joe Pietersen         | Cheetahs    | 0 | 19 | 16 | 2  | 92  |
| 15  | James Marshall        | Hurricanes  | 3 | 17 | 6  | 0  | 67  |

### Najwięcej przyłożeń
| Lp. | Zawodnik           | Zespół      | P  |
| --- | ------------------ | ----------- | -- |
| 1   | Waisake Naholo     | Highlanders | 13 |
| 2   | TJ Perenara        | Hurricanes  | 11 |
| 3   | Nemani Nadolo      | Crusaders   | 9  |
| 4   | Teqele Naiyaravoro | Waratahs    | 8  |
| 4   | Patrick Osborne    | Highlanders | 8  |
| 4   | David Pocock       | Brumbies    | 8  |
| 4   | Boom Prinsloo      | Cheetahs    | 8  |
| 4   | Julian Savea       | Hurricanes  | 8  |
| 4   | Joseph Tomane      | Brumbies    | 8  |
| 10  | Rob Horne          | Waratahs    | 7  |
| 10  | Francois Hougaard  | Bulls       | 7  |
| 10  | Aaron Smith        | Highlanders | 7  |
| 10  | Matt Todd          | Crusaders   | 7  |
| 10  | Francois Venter    | Cheetahs    | 7  |
| 15  | Samu Kerevi        | Reds        | 6  |
| 15  | Dillyn Leyds       | Stormers    | 6  |
| 15  | Charlie Ngatai     | Chiefs      | 6  |
| 15  | Lachie Turner      | Reds        | 6  |